# Stora Storbergstjärnen
Stora Storbergstjärnen är en sjö i Ludvika kommun i Dalarna och ingår i Norrströms huvudavrinningsområde. Sjöns area är 0,019 kvadratkilometer och den befinner sig 314 meter över havet.